# Gnarrenburg
Gnarrenburg é um município da Alemanha localizado no distrito de Rotenburg, estado de Baixa Saxônia.